# Надежда (сериал, 2020)
«Наде́жда» — российский драматический телесериал видеосервиса START.
Премьера пилотных серий состоялась в 2019 году в рамках 41-го Московского международного кинофестиваля в рамках специальной программы «Первая серия».
О старте съёмок первого сезона было объявлено 21 октября 2019 года. Премьера трейлера состоялась 7 апреля 2020 года. Показ первого сезона начался 18 июня 2020 года на видеосервисе START. Закрытая онлайн-премьера для журналистов состоялась 15 июня 2020 года.

## Сюжет
Конец 1990-х. Юная Надя мстит за своих родителей, расстреливая в кафе бандитов, которые их убили. Девушку приговаривают к 18 годам тюрьмы. Так она попадает в поле зрения Синдиката. Юной заключённой предлагают сделку: либо она работает на Синдикат, получив новую личность, либо остаётся в тюрьме. Девушка соглашается стать наёмной убийцей, а её тренером и наставником становится Лев.
Спустя 18 лет Надежда работает на Синдикат и ведёт двойную жизнь. Её муж Миша и дочь Оля не знают о «тёмной стороне» Надежды, они думают, что она стюардесса в бизнес-авиации. Надежде всё сложнее вести двойную жизнь, совмещая в себе две личности: безжалостного киллера и обычную женщину, жену и мать, которая любит своих близких. Она уверена, что «отсидела» свой срок и просит Льва отпустить её, ведь она исполнила свой договор. Однако Лев не отпускает киллера, потому что уйти из Синдиката невозможно. Если она попытается сбежать, Синдикат уничтожит не только её, но и её семью.

## Актёры и персонажи

### В главных ролях
- Виктория Исакова — Надежда
- Вероника Корниенко — Надежда в юности
- Александр Кузьмин — Лев, куратор Надежды

### В ролях
- Алексей Морозов — Миша, муж Надежды
- Алексей Мотов — Миша в юности
- Алексей Гуськов — Яков Михайлович Этт, психолог
- Ася Громова — Оля, дочь Надежды
- Тимофей Кресло — Лёша, парень Оли
- Юлия Мельникова — Люба, киллер[2]
- Алексей Гришин — Борис, банкир
- Юлия Ауг — Полина Эдуардовна, психолог

## Съёмки
- Это второй для Виктории Исаковой и режиссёра Елены Хазановой совместный проект, причем в первом — фильме «Один вдох» — героиню Исаковой в молодости играла та же актриса, что и в «Надежде» — Вероника Корниенко[8].
- Большую часть трюков для «Надежды» Виктория Исакова исполняла сама[8].
- Съёмки сериала проходили в Москве и в городе Красногорске. Дом, где проживала Надежда вместе с семьёй, находится в ЖК «Изумрудные холмы» по адресу: бульвар Космонавтов, д. 1. Там же неподалёку находится надземный переход, где Надежда сломала руку Михаилу. Одной из локаций стал исторический корпус Первой Градской больницы[9].